# Victòria Alsina i Burgués
Victòria Alsina i Burgués   (Barcelona, 21 de febrer de 1983) és una politòloga, investigadora i professora d'universitat catalana, consellera d'Acció Exterior i Govern Obert de la Generalitat de Catalunya entre maig del 2021 i octubre del 2022.

## Vida personal
Nascuda al barri de Gràcia, a Barcelona, el 21 de febrer de 1983, és filla dels professors d'universitat i matemàtics Claudi Alsina i Carme Burgués. Deu el seu interès pel món de la gestió pública al catedràtic i autor Carles Ramió, a qui considera el seu mestre.

## Estudis
Va estudiar a l'Escola Garbí Pere Vergés d'Esplugues de Llobregat i posteriorment es llicencià en Ciències Polítiques i Administració Pública a la Universitat Pompeu Fabra (UPF), on també es doctorà en Ciències Polítiques i Socials. A més, té un màster en Gestió Pública per la Universitat Autònoma de Barcelona (UAB) i un altre en Direcció Pública d'ESADE.

## Trajectòria professional
Fou professora de ciències polítiques a la Universitat Pompeu Fabra i a la Universitat de Nova York (NYU), on també ha estat directora acadèmica del Center for Urban Science & Progress (CUSP) i assessora sènior del The Governance Lab.
Anteriorment, havia treballat com a professora i investigadora a la Harvard Kennedy School (2014-2020). En el camp internacional, ha treballat als cinc continents amb organitzacions internacionals com la Unió Europea, el Consell d'Europa, les Nacions Unides, el Banc Mundial i el Banc Interamericà de Desenvolupament.
Darrerament, ha liderat un grup de treball publicoprivat al Fòrum Econòmic Mundial (l’Aliança Global de Ciutats Intel·ligents per la Governança Tecnològica del G20) (2020-), ha copresidit el Grup de consulta i divulgació del Comitè d’Intel·ligència Artificial del Consell d’Europa (2020-), i coordinadora del grup d'experts «Catalunya 2022», grup de treball per presentar propostes per la sortida de la crisi del coronavirus i per la reconstrucció del país.
Ha exercit d’assessora de nombrosos gabinets governamentals, institucions privades i organitzacions internacionals de tot el món sobre qüestions relacionades amb la reforma del sector públic, la col·laboració publicoprivada i la innovació democràtica. Alsina també va guanyar la beca post-doctoral Marie Skłodowska-Curie de la Comissió Europea (2018), la més prestigiosa de tot Europa. El seu àmbit d'especialització i recerca és la innovació en el sector públic.

## Trajectòria política
El 2018 fou nomenada delegada del Govern de Catalunya als Estats Units i el Canadà, a partir d'un concurs públic organitzat pel Departament d'Acció Exterior on fou escollida d'entre 57 candidatures presentades.
El maig de 2021 fou nomenada Consellera d’Acció Exterior i Govern Obert de la Generalitat de Catalunya. En la seva primera entrevista com a consellera es va marcar com a prioritat aconseguir les complicitats amb la Unió Europea i els Estats Units, i a protegir els treballadors del seu departament de qualsevol cas d'abús de poder o d'assetjament, i treballar per millorar el sistema de vot exterior.
L'octubre de 2022 es va fer militant de Junts per Catalunya per defensar que el seu partit es mantingués al Govern de Pere Aragonès, després d'una crisi de govern.
Formà part de l'equip de Xavier Trias per aconseguir l'alcaldia de Barcelona a les eleccions municipals de 2023.
Des d'octubre de 2024 és la vocal de repte demogràfic i polítiques d'immigració del seu partit i des del novembre d'aquell mateix any directora general d'Estratègia i Planificació de la Fundació Institut de Formació Contínua de la Universitat de Barcelona.